# Большая Койровка
Большая Койровка — река в России, протекает по Ломоносовскому району Ленинградской области. Длина — 12 км.
До 1980-х годов впадала в Лиговский канал. В 1980-е годы в связи с расширением аэропорта «Пулково» нижнее течение реки, находившееся на территории Московского района Ленинграда, было засыпано, на его месте находится взлетно-посадочная полоса, тогда же сделан отвод воды во вновь прорытый Нагорный канал.

## Данные водного реестра
По данным государственного водного реестра России относится к Балтийскому бассейновому округу, водохозяйственный участок реки — Реки бассейна Финского залива от северной границы бассейна реки Луги и до южной границы бассейна реки Невы. Относится к речному бассейну реки Нарва (российская часть бассейна), речной подбассейн отсутствует.
Код объекта в государственном водном реестре — 01030000712102000025321.